# 谢尔瓦纳
谢尔瓦纳（西班牙語：Ciérvana）是西班牙巴斯克自治区比斯开省的一个市镇。总面积9平方公里，总人口1215人（2001年），人口密度135人/平方公里。